# 古尼布區

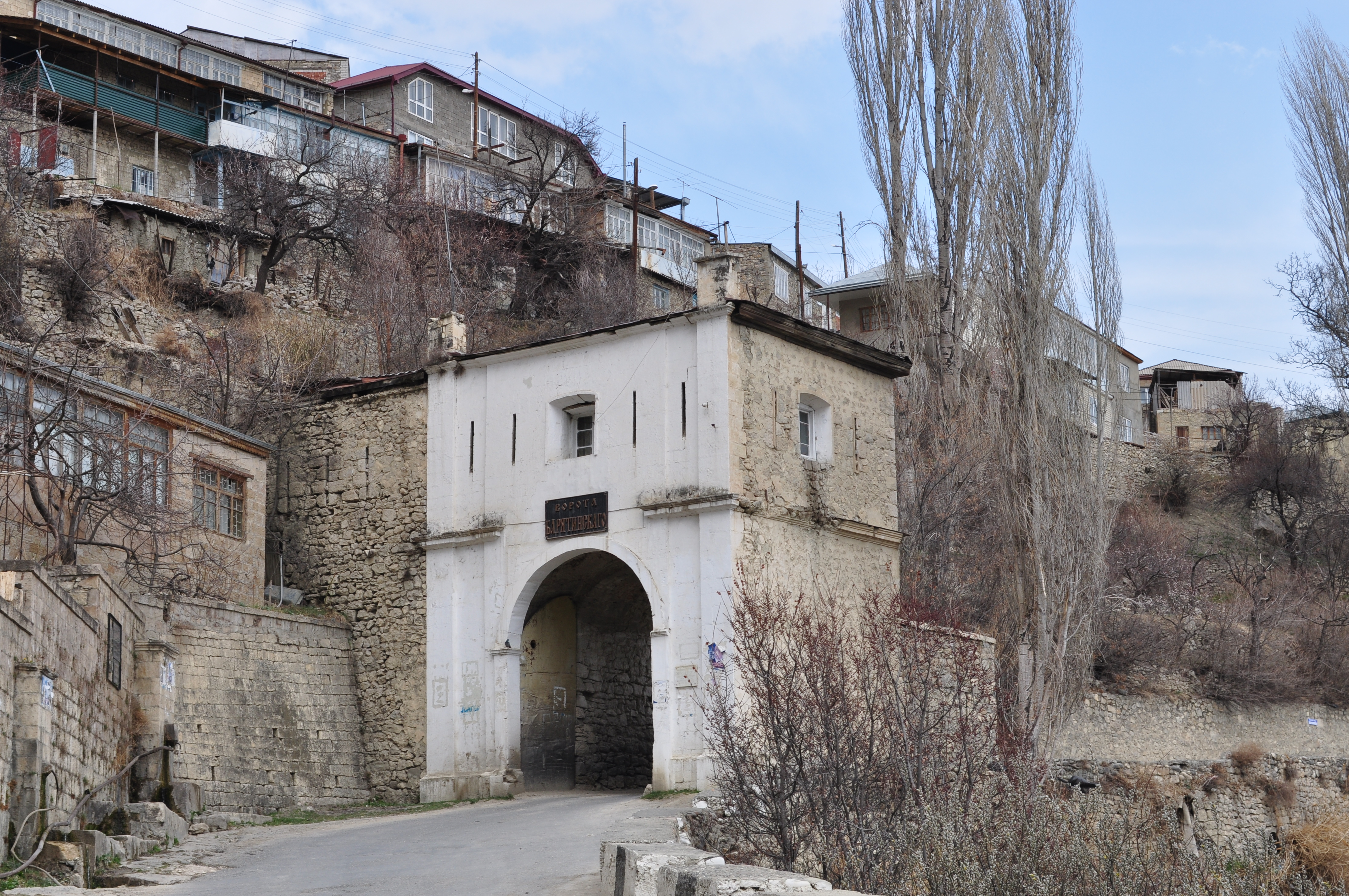

42°23′N 46°58′E / 42.383°N 46.967°E
古尼布區（俄语：Гунибский район），是俄羅斯的一個區，位於該國西南部，由達吉斯坦共和國負責管轄，始建於1929年6月3日，面積609.5平方公里，2010年人口25,303，人口密度每平方公里41.51人。